# Embraer
Embraer (Empresa Brasileira de Aeronáutica) est un constructeur aéronautique brésilien, spécialisé dans les avions civils de petite et de moyenne taille, utilisés dans l'aviation régionale, d'affaires et agricole. L'entreprise construit également des avions de chasse, de télédétection et de transport d'autorités.
Il s'agit d'une des plus grandes entreprises exportatrices du Brésil. Son siège se situe dans la ville de São José dos Campos, dans l'État de São Paulo mais possède aussi diverses filiales à l'étranger dont une en Chine, Harbin Embraer.
Embraer se classait en 2023 au 99e rang mondial pour la production d'armement.

## Historique

### Fondation
Embraer est né d'une initiative du gouvernement brésilien dans le cadre d'un projet stratégique destiné à implanter une industrie aéronautique dans le pays, ceci dans un contexte de politiques de substitution aux importations.
Il fut fondé en 1969 et son premier président était l'ingénieur Ozires Silva (en), qui a mené le développement de l'avion Embraer EMB-110 Bandeirante, conçu par le Français Max Holste.
Initialement, la plus grande partie du personnel était formé par l'institut technologique d'aéronautique (ITA) du centre technique aérospatial (CTA). D'une certaine manière, Embraer est née du CTA.
En 1980, Embraer a pris le contrôle du constructeur aéronautique Neiva qui devint alors une société filiale.
Durant les années 1970 et 1980, Embraer a obtenu d'importantes commandes nationales et internationales avec les avions Bandeirante, Xingu et Brasília. Mais Embraer a connu aussi plusieurs accidents tragiques, souvent provoqués par les défaillances d'une hélice.
Actuellement[Quand ?] l'entreprise est en croissance, avec beaucoup de contrats de vente, et s'étend non seulement dans l'espace physique, mais également en nombre d'employés, comptant aujourd'hui près de 20 000 travailleurs, douze mille directs et huit mille indirects.

### Coopération et crise – années 1980
En commençant un partenariat avec l'Italie en 1981, il fut possible d'élaborer l'avion de chasse d'attaque air-sol AMX, considéré comme un saut technologique pour l'élaboration de nouveaux projets.
En 1986, Ozires Silva laisse la présidence de l'entreprise pour assurer celle de Petrobrás.
Embraer rachète en 1987 Aerotec.
1988 voit le début du développement d'un avion binational, dont le projet et la construction seront menés à la fois par Embraer et par la Lockheed Martin Aircraft Argentina SA (en), fabrique militaire d'avions (FMA) argentine. L'avion fut désigné sous le nom de CBA 123, CBA étant un sigle désignant la coopération Brésil-Argentine. En 1990, le premier prototype vola, mais à cause de son prix élevé et de la crise économique et politique de l'époque la production fut stoppée. Un détail curieux sur le projet est que ses moteurs furent placés dans la partie arrière du fuselage, avec les hélices se retrouvant derrière.
La fin des années 1980 fut marquée par une grande crise financière qui ébranla l'économie du Brésil et atteignit Embraer qui était presque en cessation de paiements. En 1992, Ozires Silva fut convié à revenir à la présidence de l'entreprise et à mener son processus de privatisation. En 1994, à l'époque du président Itamar Franco, l'entreprise fut vendue aux enchères pour ensuite passer par un long processus de restructuration, et présenter de nouveaux projets qui la transformèrent en un géant du secteur.
Aujourd'hui l'entreprise est l'une des plus importantes blue chips négociées de la Bovespa et elle distribue des dividendes à ses actionnaires minoritaires et à ses employés
Avant d'être privatisée, Embraer figurait parmi les entreprises de plus grande valeur marchande. Elle est en 2017 évaluée à 17 milliards de réais brésiliens. Elle est également le quatrième plus grand fabricant de jets au monde
Ses nouveaux actionnaires principaux avant le rachat par Boeing sont les fonds de pension Previ et Sistel (20 % chaque), la compagnie Bozano, Simonsen (20 %) et également un groupe d'investisseurs avec une participation actionnariale mineure (avec un total de 20 %) formée de Dassault Aviation, EADS, Snecma et le groupe Thales.
Jusqu'en 2007, le président était alors l'ingénieur Maurício Botelho (pt) remplacé aujourd'hui par Frederico Curado (pt).

### Croissance internationale
Maurício Botelho a été responsable de la restructuration, notamment financière, de l'entreprise. Le lancement du projet de la famille ERJ-145, jets commerciaux avec une capacité allant jusqu'à 50 passagers, fut un succès commercial, et a atteint le nombre de 1 000 avions vendus en 2006.
La suite consista en de nouveaux investissements pour la création des lignes d'avions Embraer 170 et 190, dans le marché des avions entre 70 et 120 places, habituellement classifiés comme E-Jets.
Dans le même temps, ils furent associés à une nouvelle niche commerciale, occupée par les principaux constructeurs aéronautiques et les compagnies aériennes à bas prix.
Dans ce secteur, son plus grand concurrent est l'entreprise canadienne Bombardier Inc. avec des modèles jusqu'à 90 places. Elle n'est pas aussi bien positionnée sur le marché, car ses produits sont des versions étendues des avions de 50 passagers, ce qui les rend moins spacieux.
En 2000, l'entreprise lance des actions sur les bourses de valeurs de New York et de São Paulo.
En 2002, une coopération avec la China Aviation Industry Corporation II (AVIC II) a abouti à la création de la Harbin Embraer Aircraft Industry Co. Ltd. (HEAI), permettant la construction et la vente d'avions Embraer ERJ-145 sur le marché chinois.
En 2004, fut créée une association avec l'entreprise de la branche militaire de la Lockheed Martin Corporation pour fournir des avions de télédétection sur la base du ERJ-145 pour la marine et l'aéronautique des États-Unis. Cependant ce projet na parvint pas à son terme,  l'armée nord-américaine ayant annulé le programme en janvier 2006.
En 2005, un consortium mené par Embraer fut déclaré vainqueur dans le processus de privatisation de la OGMA, industrie aéronautique du Portugal, contre le consortium italo-américain composé des compagnies Alenia Aeronautica et Lockheed Martin Corporation.
La même année, l'entreprise lança une offensive commerciale pour amplifier sa participation sur le marché des avions d'affaires, ne comportant alors que le Legacy ayant comme plate-forme le jet ERJ-135. Pour ce faire, elle initia une restructuration interne de ce secteur, organisée par son vice-président de l'aviation d'affaires Luís Carlos Affonso.
En mai fut annoncé le projet Embraer Phenom 300 (ou Embraer Light Jet) ainsi que le Embraer Phenom 100 (ou Embraer Very Light Jet). En même temps que leurs modèles en taille réelle, leurs noms officiels furent divulgués lors de la National Business Aviation Association (NBAA) à Orlando en novembre.
L'ambition était que dans une période de dix ans les ventes de ce secteur[Lequel ?] représentent 20 % des ventes d'Embraer.
En janvier 2006, le président vénézuélien Hugo Chávez annonça le veto des États-Unis pour la vente d'avions d'entraînement Super Tucano à son pays pour cause de transfert de technologie, car ces avions possèdent également la technologie nord-américaine dans son avionique. Pour le même motif, un veto sur les ventes d'avions tant civils que militaires fut annoncé pour l'Iran.
En 2016, 108 avions de ligne et 117 avions d’affaires ont été livrés, le meilleur chiffre depuis 2010.
En juillet 2018, Boeing annonce la création d'une coentreprise avec Embraer, ce dernier apportant des actifs regroupant ses activités dans l'aviation civile valorisées à 4,75 milliards de dollars, ceux apportés par Boeing étant de l'ordre de 3,8 milliards de dollars. Cette coentreprise sera détenue à 80 % par Boeing, le montant investi par Boeing n'est pas révélé. Cet accord exclut les activités militaires d'Embraer, ainsi que ses activités de jets privés,. Le 24 mai 2019, la division commerciale est renommée Boeing Brasil – Commercial. Le 25 avril 2020, Boeing annonce l'annulation de l'accord, qui allait être finalisé,.

### Démêlés judiciaires
De 1996 à 2001, Embraer et Bombardier Aéronautique ont entamé différentes procédures judiciaires devant l'OMC, s'accusant mutuellement de profiter de subventions indues. Les quatre principaux litiges entre Embraer et Bombardier qui ont été portés devant l'OMC sont :
- Brésil (plaignant : Canada) — Programme de financement des exportations pour les aéronefs, 19 juin 1996. Conclusion : Le Brésil est sommé d'arrêter son programme de subvention PROEX. Situation actuelle: Procédure de mise en Conformité par le Brésil a été achevée sans constat de non-conformité le 23 août 2001[16].
- Canada (plaignant : Brésil) — Mesures visant l’exportation des aéronefs civils, 10 mars 1997. Conclusion : Il a été constaté que l'aide du gouvernement canadien à l'industrie aéronautique était des subventions, mais l'allégation du Brésil selon laquelle cette aide constituait des subventions à l'exportation a été rejetée[17].
- Canada (plaignant : Brésil)— Mesures visant l’exportation des aéronefs civils, 10 mars 1997. Conclusion : en consultation sans conclusion[18].
- Canada (plaignant : Brésil) — Crédits à l’exportation et garanties de prêts accordés pour les aéronefs régionaux, 22 janvier 2001.

En conclusion, il a été demandé au Canada de mettre fin à ses subventions à l'exportation. L'autorisation d’appliquer des mesures de rétorsion contre le Canada a été accordée au Brésil le 18 mars 2003.
De 2000 à 2009, les deux sociétés ont préféré poursuivre leurs activités commerciales sans recourir aux tribunaux. Toutefois, en janvier 2009, Embraer décide de réactiver les poursuites en déposant à la direction générale de la concurrence de la Commission européenne une plainte contre Bombardier pour subvention illégale.

## Principaux actionnaires
Au 14 avril 2020.
| BNDES Participações                       | 5,37% |
| Hotchkis & Wiley Capital Management       | 5,04% |
| Brandes Investment Partners               | 3,74% |
| The Vanguard Group                        | 2,64% |
| Blackrock Brasil Gestora de Investimentos | 1,02% |
| Eastspring Investments (Singapour)        | 0,81% |
| Norges Bank Investment Management         | 0,80% |
| Tobam                                     | 0,70% |
| Embraer (autocontrôle)                    | 0,62% |
| Itaú Unibanco                             | 0,58% |

En 2018, afin de regagner les parts de marché acquises par l'achat du programme CSeries de Bombardier par Airbus, Boeing décide de rentrer dans le capital d'Embraer. Le second but était plus technique : en achetant le programme CSeries de Bombardier, Airbus se plaçait sur le marché jusque là inexploité des avions moyens-courriers. Boeing s'assure donc une série d'avions pouvant concurrencer Airbus sur la catégorie des 70-130 places
Boeing n'était intéressé que par la branche aviation civile du constructeur brésilien. Les 2 avionneurs créent donc une co-entreprise dont Boeing acquiert 80% des parts, valorisée à 3,8 milliards de dollars (valeur totale de 4,75 milliards de dollars le 5 juillet 2018). Les 20% restants appartiennent à Embraer.
Cette solution de rachat fait office d'alternative à l'offre faite par Boeing en 2017 de racheter une partie de toutes les branches d'Embraer. Le gouvernement brésilien avait refusé, jugeant stratégique la branche militaire.

## Produits

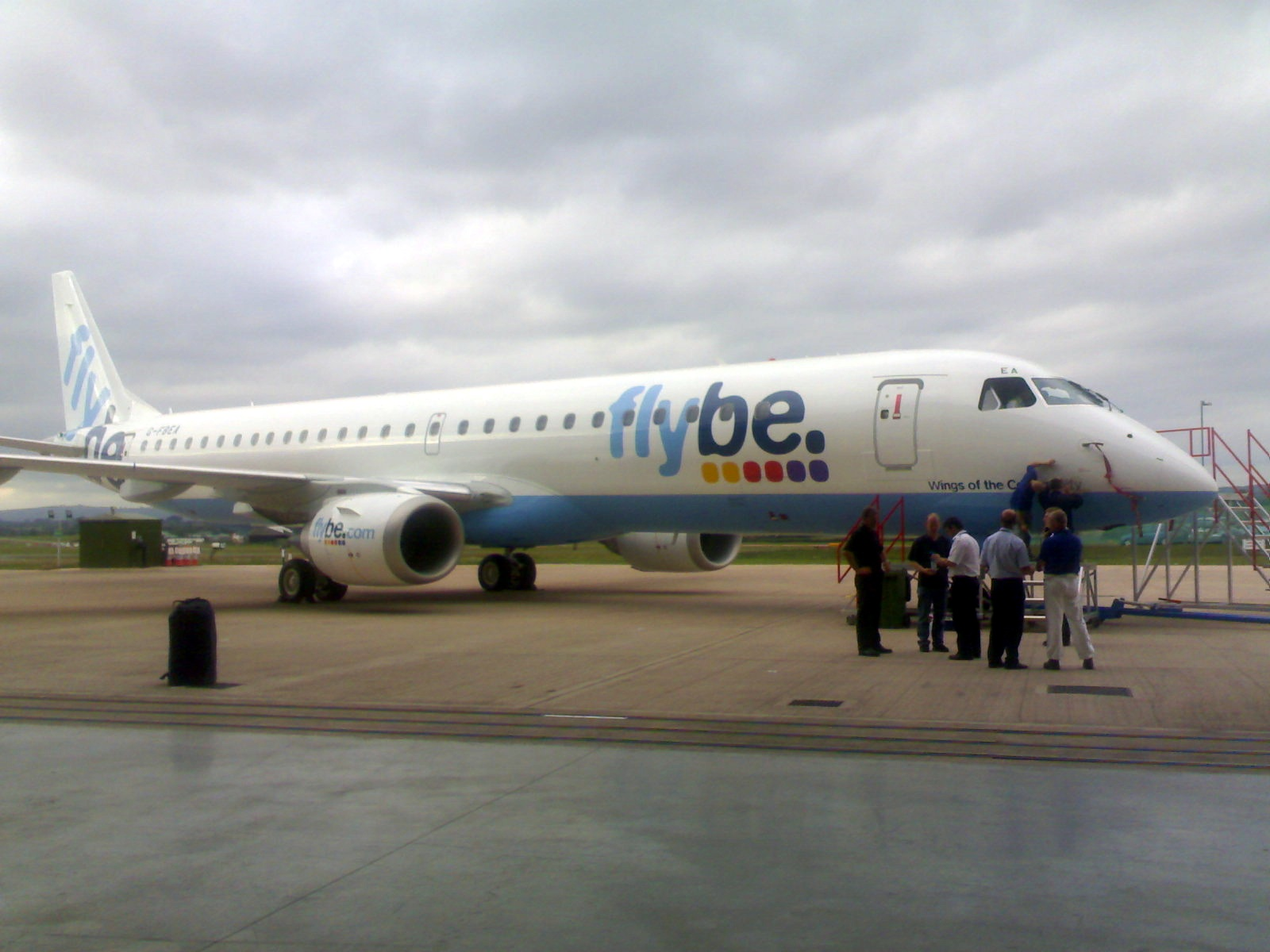
EMB 195 en 2006.

### Aviation légère
- Embraer EMB 200 Ipanema
- Embraer EMB-400 Urupema (pt)

### Turbopropulseurs
- Embraer EMB-110 Bandeirante
- Embraer EMB-120 Brasília
- Embraer EMB-121 Xingu

### Jet

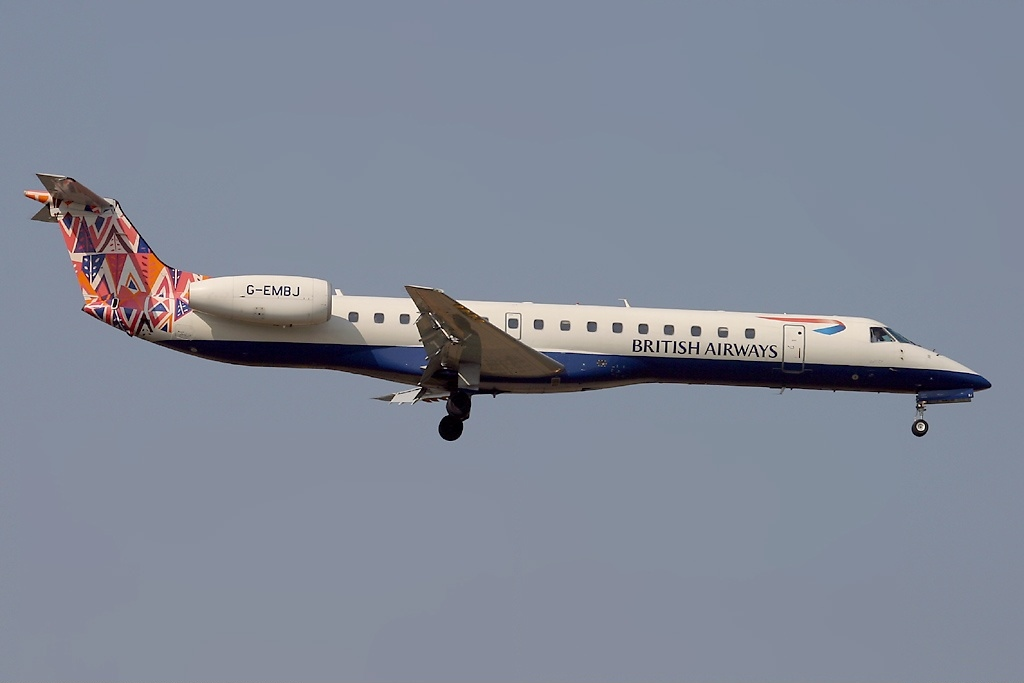
Embraer ERJ-145 de British Airways.

Ces avions ont le sigle ERJ, qui signifie Embraer Regional Jetliners (jets régionaux Embraer) :
- Embraer ERJ-135
- Embraer ERJ-140
- Embraer ERJ-145

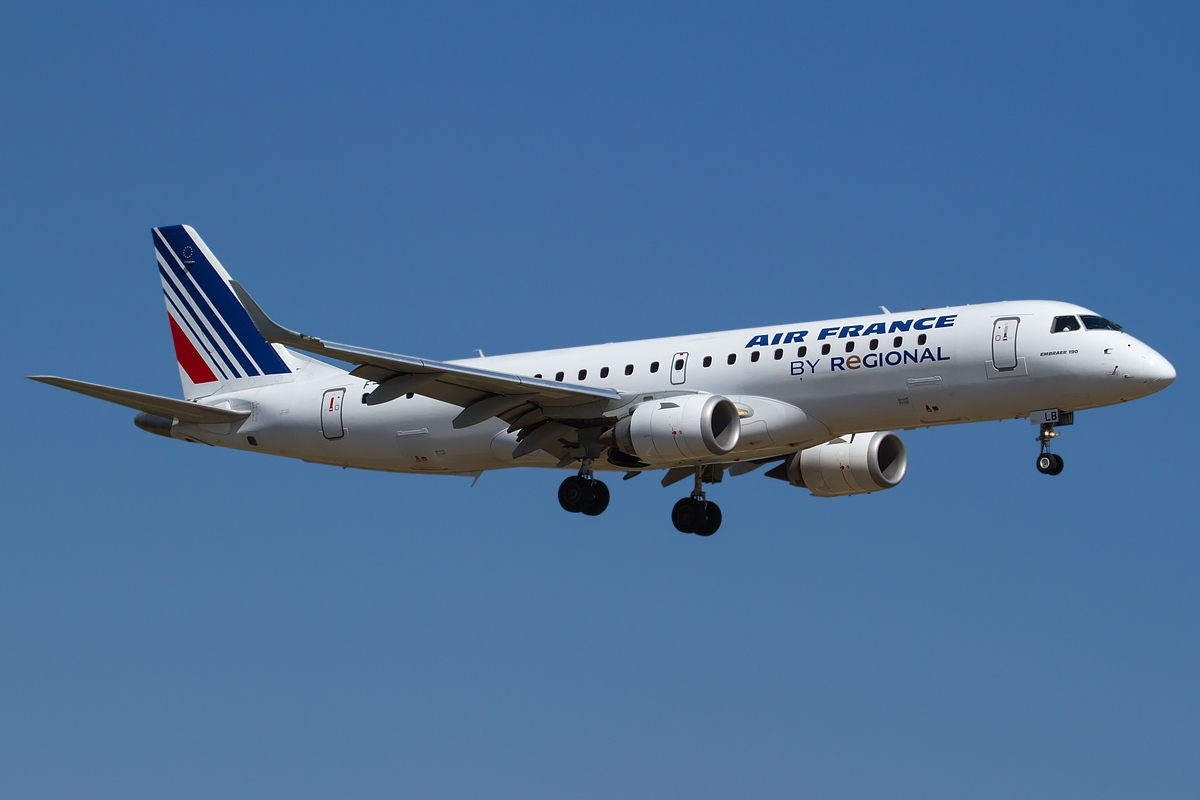
Embraer 190 d'Air France

La nouvelle famille d'avions a pour cible la part de marché des avions de 70 à 110 passagers. L'ancienne désignation ERJ a été remplacée par EMBRAER pour éviter que ces modèles puissent être associés à la seule aviation régionale :
- Embraer 170
- Embraer 175
- Embraer 190
- Embraer 195

Embraer est également en train de développer une remotoristation de 3 des 4 modèles précédents :
- Embraer 175-E2
- Embraer 190-E2
- Embraer 195-E2

### Affaires

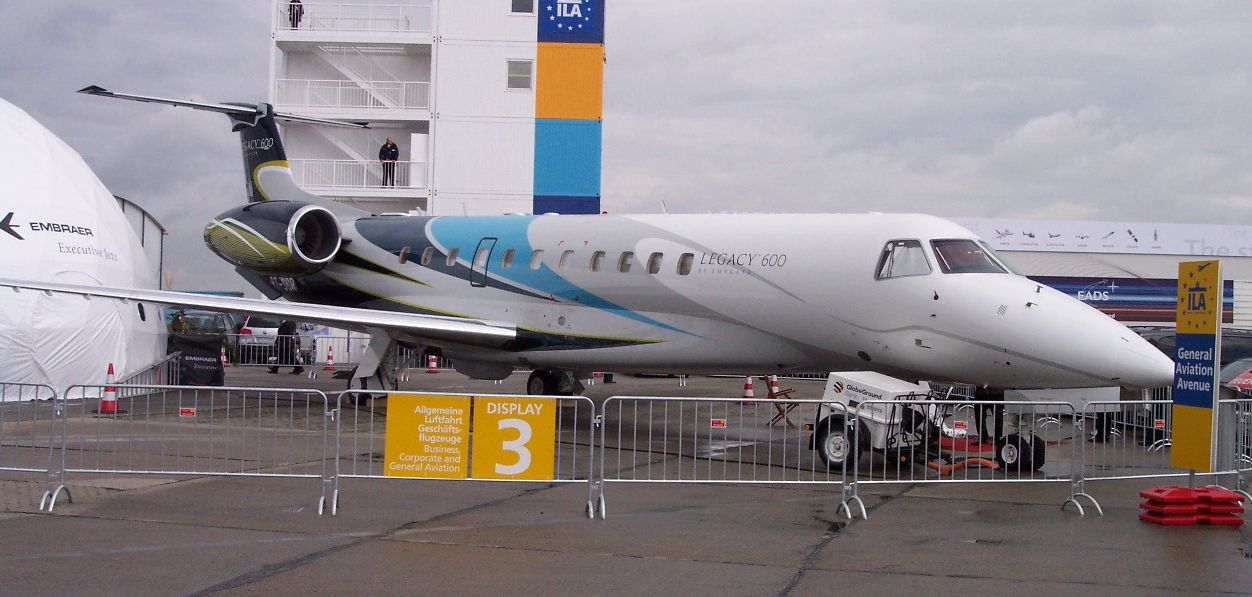
Legacy

- Embraer Legacy 450 (Praetor 500)
- Embraer Legacy 500 (Praetor 600)
- Embraer Legacy 600 (Legacy 650)
- Embraer Lineage 1000
- Embraer Phenom 100
- Embraer Phenom 300

### Militaires
- AMX International AMX
- Embraer EMB 312 Tucano
- Embraer EMB 314 Super Tucano

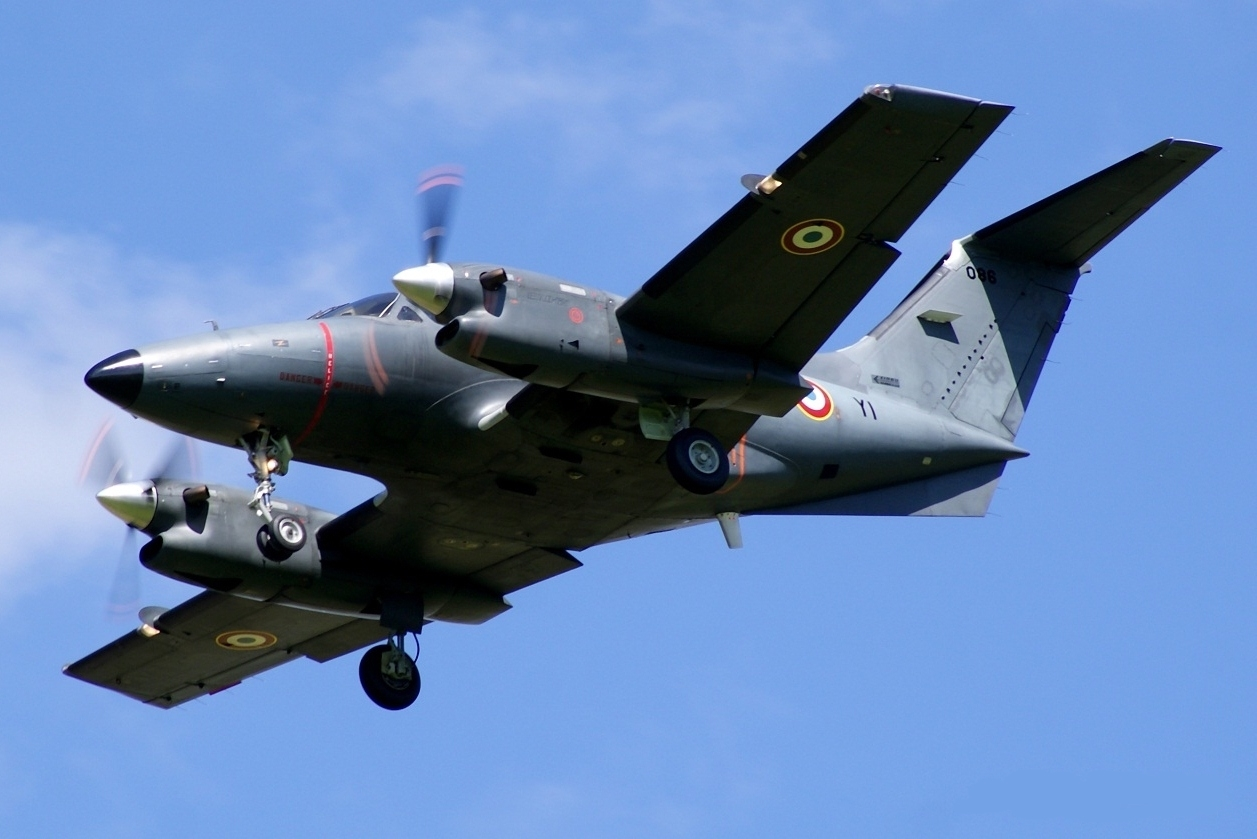
Embraer 121-Xingu à l'aéroport de Clermont-Ferrand Auvergne

- Embraer EMB-326 Xavante, avion fabriqué sous licence de la Aermacchi.
- EMB 145 AEW&C
- EMB 145 RS/AGS (pt)
- Embraer EMB-145 MP/ASW (pt), construit sur la base du ERJ-145
- Embraer EMB-111 Bandeirante Patrulha (pt), construit sur la base du EMB-110 Bandeirante
- Embraer KC-390

### Filiales
Indústria Aeronáutica Neiva, dont le siège est à Botucatu, dans l'État de São Paulo fabrique de petits avions pour un usage agricole, comme l'EMB-202 Ipanema.

## Principaux concurrents
Avant 2019, Embraer et Bombardier Aéronautique étaient les deux principaux fabricants d'avions de ligne courts-courriers, encore appelés avions de transport régionaux. Toutefois, si Embraer et Bombardier produisaient tous deux des avions à turboréacteurs, Bombardier était aussi présent dans les turbopropulseurs. 
En 2007, Embraer a engrangé 146 commandes fermes contre 238 pour Bombardier, dont 141 pour ses modèles à réacteurs directement concurrents de ceux d'Embraer. En 2008, les deux fabricants ont engrangé autant de commandes (114 pour Bombardier, 112 pour Embraer), mais Bombardier n'a engrangé que 47 commandes sans ses modèles à turboréacteurs. En termes de livraisons, Embraer a supplanté Bombardier en 2007 et 2008, et même depuis 2005 si on exclut les modèles à turbopropulseurs. En 2017 à la suite de difficultés financières, Bombardier cède le contrôle du programme CSeries à Airbus , puis en 2019 Bombardier cède les QSeries à De Havilland Canada et les avions régionaux CRJ à Mitsubishi Heavy Industries mettant fin à la compétition entre le canadien et le brésilien sauf pour les jets privés. 
Mais de nouveaux concurrents apparaissent ces dernières années, comme le russe Sukhoï, le chinois Commercial Aircraft Corporation of China ou encore le japonais Mitsubishi.